# Monte Pisanino
Der Monte Pisanino ist der höchste Berg in den Apuanischen Alpen in den Provinzen Massa-Carrara und Lucca in Italien. Er ist der höchste vollständig in der Region Toskana gelegene Berg. Sein Gipfel liegt in der Gemeinde Minucciano (Provinz Lucca) und gehört zu der Gebirgslandschaft Garfagnana.

## Legende um die Namensgebung
Die Einwohner der Gegend nennen den Ort Pizzo della Caranca. Der Name Monte Pisanino entstammt einer Legende, in der zwei desertierte pisanische Soldaten Richtung Garfagnana flüchten. Der erste stirbt auf der Flucht, der zweite findet verletzt Zuflucht bei einer lokalen Familie. Die Tochter der Familie verliebt sich in den Soldaten, der aber kurz darauf stirbt. Der Legende nach bildete sich der Berg, als die trauernde Verliebte, jedes Mal wenn sie sein Grab besuchte, eine Träne verlor, die sich in einen Stein umwandelte und so den Berg bildete, der von dort an Der Pisaner (Pisanino) genannt wurde.

## Bilder

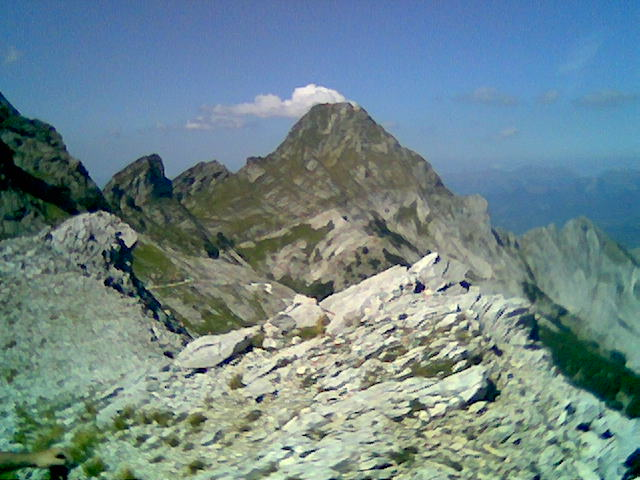
Der Monte Pisanino vom Monte Tambura aus gesehen
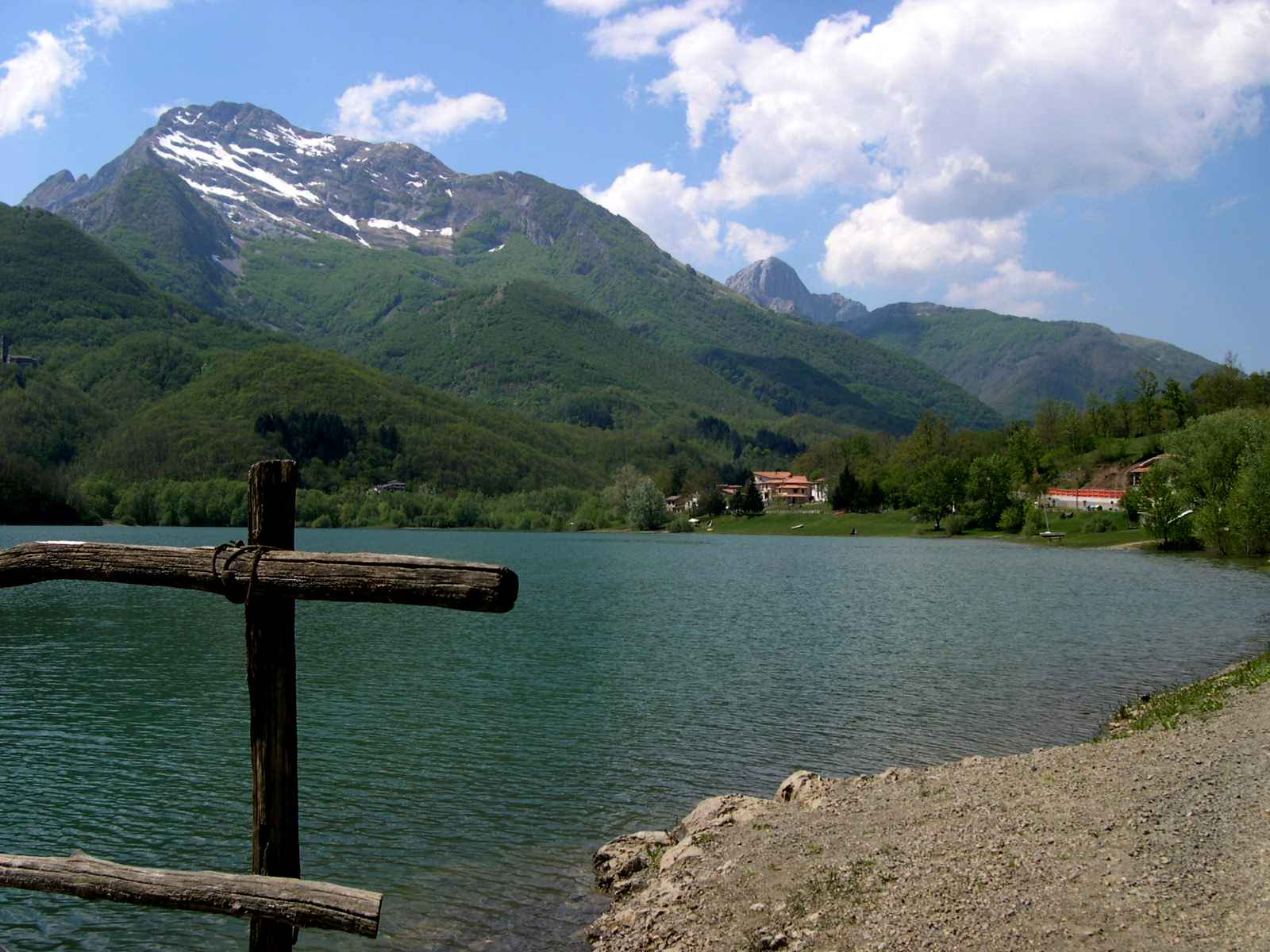
Der Monte Pisanino vom Lago di Gramolazzo gesehen
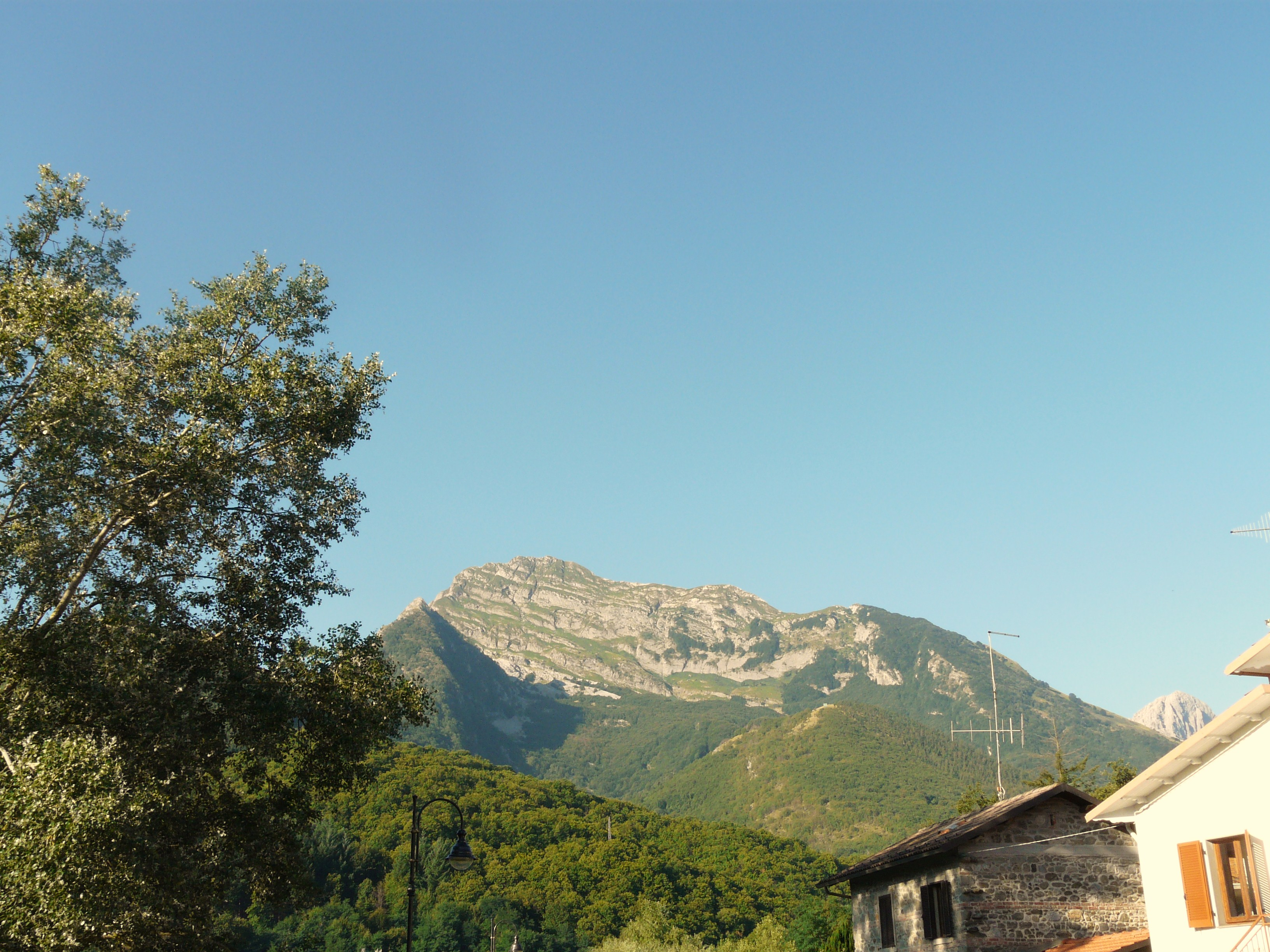
Der Monte Pisanino von Minucciano (Ortsteil Gramolazzo) aus gesehen